# Шварценбергер, Ксавер
Ксавер Шварценбергер (род. 2 апреля 1946, Вена) — австрийский кинооператор и кинорежиссёр, который  с 1970 года снял более 100 фильмов. Его картина «Тихий океан» была представлена на 33-м Берлинском кинофестивале, где выиграла премию «Серебряный медведь» за вклад в искусство.

## Избранная фильмография
- 1971 — Первый день — оператор
- 1980 — Берлин, Александерплац — оператор
- 1980 — Лили Марлен — оператор
- 1982 — Керель — оператор
- 1982 — Ас из асов — оператор
- 1982 — Тоска Вероники Фосс — оператор
- 1982 — Камикадзе 1989 — оператор
- 1983 — Тихий океан — режиссёр и оператор
- 1983 — Вне закона — оператор